# Мазунинская культура
Мазу́нинская культура — археологическая культура III—V веков в среднем течении реки Камы, нижнем и среднем течении реки Белой. Названа по Мазунинскому могильнику. Выделена в середине 1950-х В. Ф. Генингом на основе раскопок могильников Южной Удмуртии.
Мазунинская культура является преемницей местной пьяноборской археологической культуры.
Выделяют две группы памятников мазунинской культуры: камскую и бельскую. На основе бельского варианта в VI—VII веках складывается бахмутинская культура.

## Антропологический тип
В Боярском могильнике (Каракулинский район Удмуртии) выявлено 183 погребения. Антропологический тип погребённых характеризуется как субуральский, свойственный также носителям соседних ананьинской, чегандинской и караабызской культур, а на современном этапе — марийцам и мордве-мокше. На удмуртов, характеризующихся специфическим комплексом признаков лицевого отдела, мазунинцы определяющего влияния не оказали.
В Дубровском могильнике (Киясовский район Удмуртии) изучено 203 погребения. Для погребённых характерен европеоидный долихокранный высоколицый тип, который обнаруживает параллели как среди прикамского населения железного века (чегандинская, караабызская, поломская культуры), так и среди сармат Нижней Волги и Дона. У удмуртов и коми данный тип не представлен.

## Палеогенетика
У представителей мазунинской культуры определили Y-хромосомные гаплогруппы N1a1a1a1a, N1a1a1a1a2, R1a1a1b2a2~ и митохондриальные гаплогруппы U4a1d, U4b3, U4d2, G2a1, F1b1@152, B4c1b2c2, C4b.